# اشتوژتسا
اشتوژتسا (به لاتین: Stužica) یک جنگل در اسلواکی است که در Snina District واقع شده‌است.